# Raskasta Joulua
Raskasta Joulua är ett finskt musikprojekt/band som startade 2004. Bandet spelar välkända julsånger arrangerade som metallversioner och bandets solister är finska metall- och rocksångare. Till exempel Marco Hietala, Tony Kakko, Ari Koivunen, Tommi Salmela, Ville Tuomi, Kimmo Blom, Antti Railio, JP Leppäluoto, Pasi Rantanen, Antony Parviainen och Jarkko Ahola har spelat i Raskasta Joulua. 
Det första albumet “Raskasta Joulua” publicerades av T2 Productions år 2004. I december 2005 gjorde bandet en turné och i och med turnén tecknade de ett  inspelningskontrakt med Warner. Nästa album “Raskaampaa Joulua” utkom 2006. Raskasta Joulua ordnar konserter varje jul och ibland samarbetar de med De vackraste julsångerna. Albumet “Raskasta Joulua” publicerades av Spinefarm år 2013 och det sålde platina.
Raskasta Joulua spelar också schlagermusik. Schlagerbandet heter Raskasta Iskelmää och som solister har bandet Tony Kakko, JP Leppäluoto och Antti Railio. Den tredje juni publicerades albumet “Raskasta Iskelmää”. Den här sammansättningen spelar också popmusik arrangerade som metallversioner.

## Diskografi
- Raskasta Joulua (T2 Productions, 2004)
- Raskaampaa Joulua (Warner, 2006)
- Raskasta Joulua (Spinefarm, 2013)
- Ragnarok Juletide (Spinefarm, 2014)
- Raskasta Joulua 2 (Spinefarm, 2014)
- Tulkoon Joulu - akustisesti (Spinefarm, 2015)
- Raskasta Joulua IV (Spinefarm, 2017)
- Raskasta Iskelmää (Tale Music, 2019)
- Viides adventti (Gramophone Records, 2022)